# Zelandotipula laevis
Zelandotipula laevis är en tvåvingeart som först beskrevs av Alexander 1914.  Zelandotipula laevis ingår i släktet Zelandotipula och familjen storharkrankar. Inga underarter finns listade i Catalogue of Life.